# سان خوان خیرون
سان خوان خیرون (به اسپانیایی: San Juan de Girón) یک سکونتگاه مسکونی در کلمبیا است که در بوگوتا واقع شده‌است.

## خصوصیات
سان خوان خیرون ۴۷۵٫۱۴ کیلومترمربع مساحت و ۱۳۵٬۷۹۱ نفر جمعیت دارد و ۷۰۶ متر بالاتر از سطح دریا واقع شده‌است.